# Stanislas Touchet

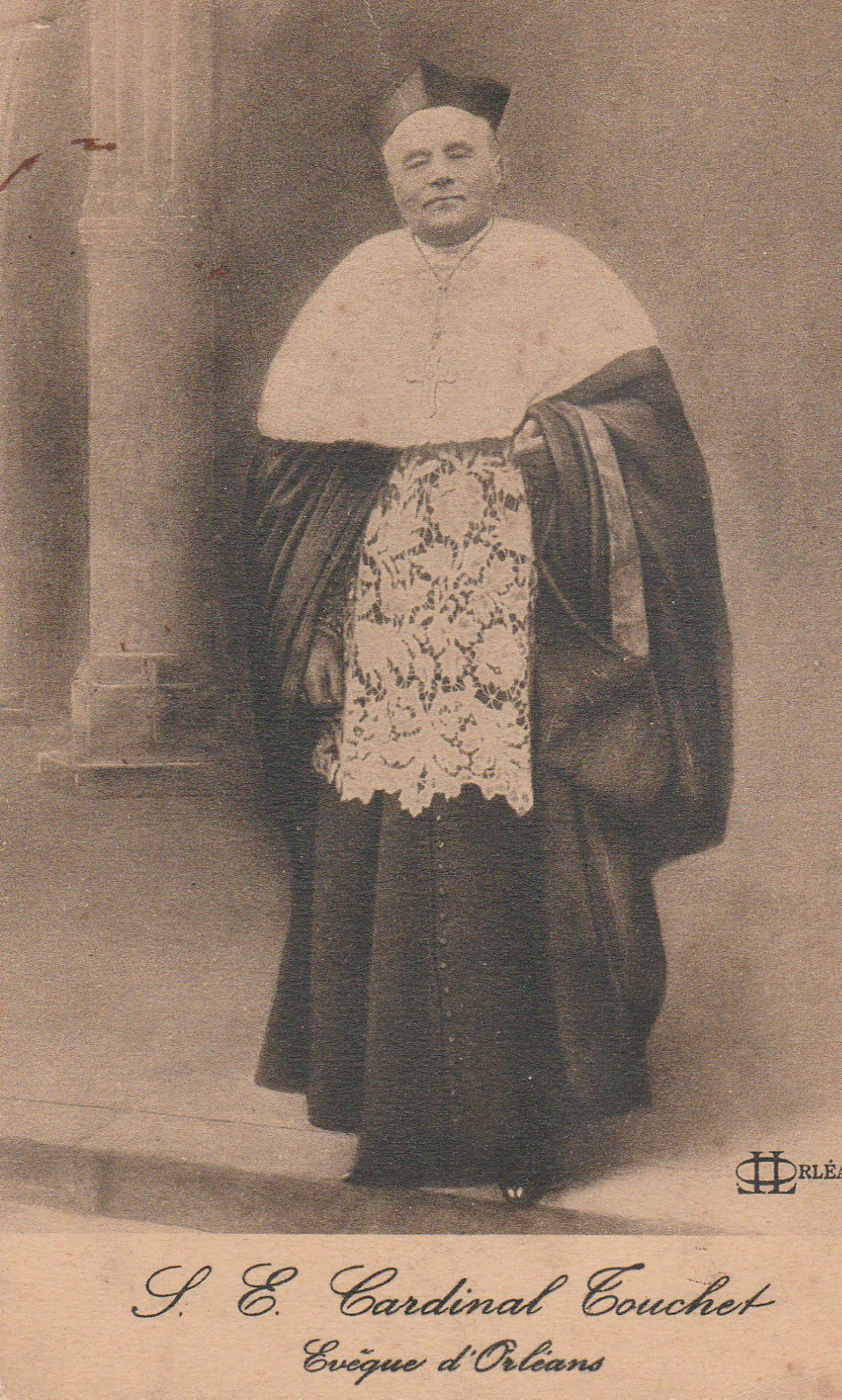
Stanislas Kardinal Touchet (1922)

Kardinalswappen von Stanislas Touchet

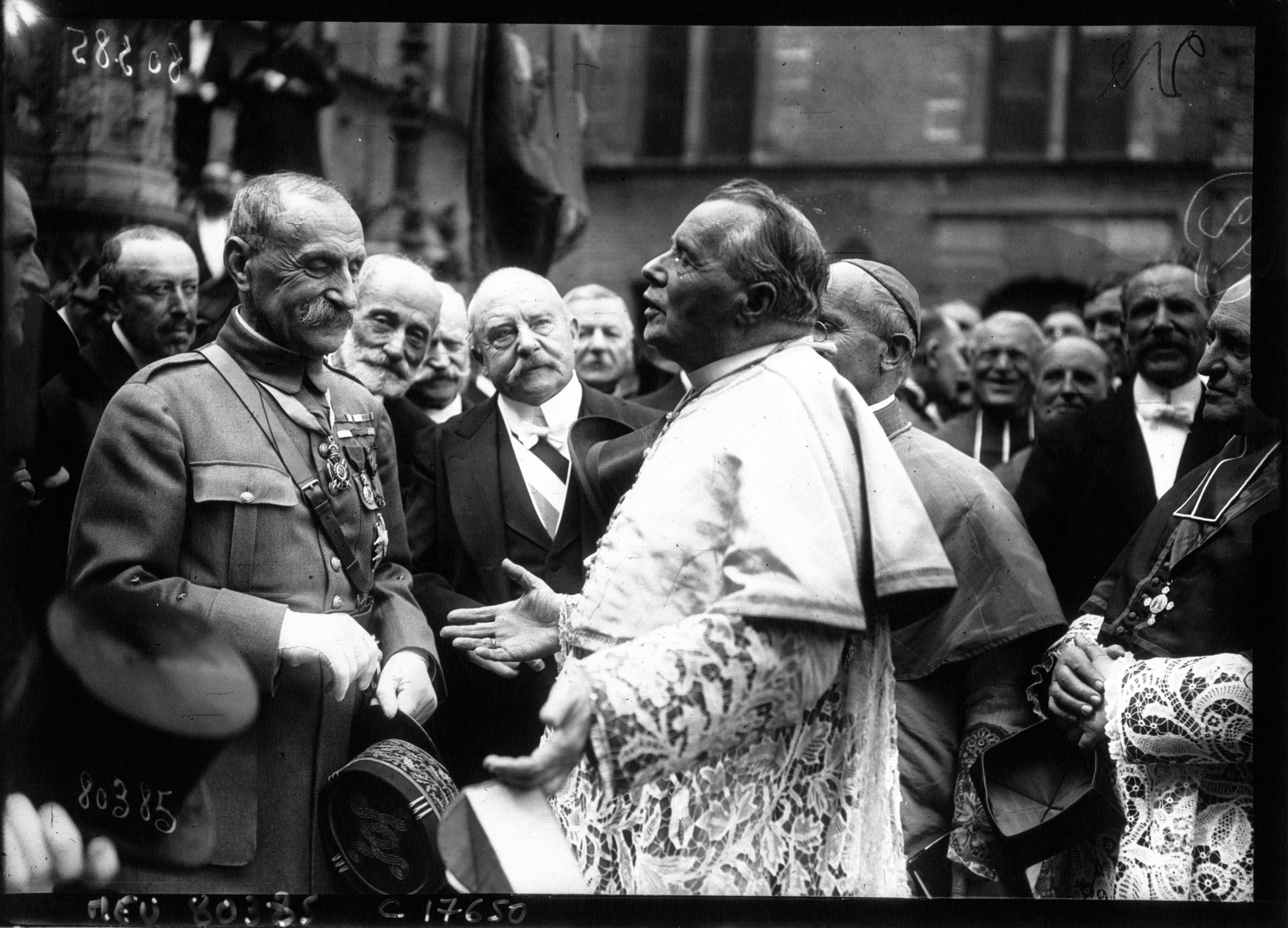
General Foch (li.) und Bischof Touchet am Fest der hl. Jeanne d’Arc (1920)

Stanislas-Arthur-Xavier Kardinal Touchet (* 13. November 1848 in Soliers, Frankreich; † 23. September 1926 in Orléans) war ein französischer Geistlicher. Von 1894 bis 1926 amtierte er als Bischof von Orléans.

## Leben
Stanislas-Arthur-Xavier Touchet, ein Neffe des Bischofs Arthur-Xavier Ducellier und wie dieser in Soliers geboren, studierte am Priesterseminar St. Sulpice in Paris Katholische Theologie und Philosophie. Am 13. Juni 1872 empfing er das Sakrament der Priesterweihe und wurde anschließend als Seelsorger im Erzbistum Besançon eingesetzt. Dort war seit 1887 sein Onkel Erzbischof.
1894 ernannte ihn Papst Leo XIII. zum Bischof von Orléans. 1922 nahm ihn Papst Pius XI. als Kardinalpriester mit der Titelkirche Santa Maria sopra Minerva in das Kardinalskollegium auf. Stanislas-Arthur-Xavier Touchet starb am 23. September 1926 in Orléans und wurde in der dortigen Kathedrale beigesetzt.

## Wirken
Während seiner Amtszeit als Bischof von Orléans beschäftigte sich Touchet intensiv mit der Aufarbeitung des Prozesses gegen Jeanne d’Arc. Durch seine Arbeit wurde maßgeblich deren Seligsprechung 1909 durch Pius X. und die Heiligsprechung 1920 durch Benedikt XV. initiiert und vorbereitet.
Touchet galt außerdem als starker Gegner der strikten Trennung von Kirche und Staat in Frankreich.